# Praia dos Oficiais
Praia dos Oficiais, Praia da Vitória, ilha Terceira, Açores, Portugal.
A  Praia dos Oficiais  é uma praia portuguesa localizada na freguesia da Santa Cruz, município de Praia da Vitória, ilha Terceira, Açores.
Esta praia faz parte do Plano de Ordenamento da Orla Costeira da Ilha Terceira  (POOC Terceira) que abrange os municípios de Angra do Heroísmo e Praia da Vitória conforme o Decreto Regulamentar Regional n.º 1/2005/A.
Trata-se de uma praia de areia localizada junto à Praia Grande (Praia da Vitória), próxima da Base Aérea n.º 4, a unidade militar portuguesa onde estão instaladas as forças aéreas de Portugal e dos Estados Unidos. Esta praia adquiriu o nome que tem visto durante muitos anos ter estado reservada praticamente ao uso dos Militares desta base aérea, uma vez que fica junto ao edifício do clube de oficiais.